# Costa Gould

A costa Gould é a porção de costa junto da margem oriental da plataforma de gelo Ross entre o lado oeste da Geleira Scott e a extremidade sul da Costa Siple (8330S, 15300W). Foi denominada pelo NZ-APC em 1961 com o nome de Laurence M. Gould, um geólogo que foi o segundo no comando da Expedição Antártica Byrd, de 1928-30. Gould conduziu o Grupo Geológico que em 1929 mapeou 175 milhas desta costa. Enquanto presidente da Faculdade Carleton, Northfield, Minnesota, foi nomeado Presidente do Comitê Nacional dos E.U.A. para o Ano Geofísico Internacional e teve uma participação proeminente no planejamento do programa de pesquisa para Antártica dos Estados Unidos.
 Este artigo incorpora material em domínio público  de United States Geological Survey   , documento "Costa Gould" (conteúdo do Geographic Names Information System).